# Enjoy the Silence
Enjoy the Silence – singel brytyjskiego zespołu Depeche Mode wydany 5 lutego 1990. Wydanie "podstawowe" zawierało utwory "Enjoy the Silence" i "Memphisto".
Singel okazał się dużym sukcesem wydawniczym, docierając na liście Billboardu w Wielkiej Brytanii na miejsce 6, w USA na pozycję 8. W 20. Topie Wszech Czasów Radiowej Trójki utwór zajął 35. miejsce.
W 1990 roku zespół nagrał dla France TV teledysk na tarasie widokowym południowej wieży World Trade Center. W 2004 roku pojawiła się odświeżona rockowa wersja utworu na albumie "Remixes 81–04".
Covery zaprezentowała m.in. fińska grupa rockowa HIM, włoska gothic metalowa Lacuna Coil (album "Karmacode" z 2006 roku), amerykańska grupa rockowa Breaking Benjamin oraz amerykańska wokalistka Tori Amos (album "Strange Little Girls"). Cover wykonany przez KI Theory został wykorzystany w trailerze ekranizacji Ghost in the Shell.
W 2004 roku Depeche Mode wydało singel Enjoy the Silence '04, promujący kompilację "Remixes 81–04". Na płycie znalazł się remiks oryginalnej wersji piosenki, stworzony przez Mike’a Shinodę, który wstawił do utworu keyboardy, gitarę basową, gitarę elektryczną i perkusję (wszystkie instrumenty zostały nagrane i wstawione do oryginalnej wersji piosenki z 1990 roku).
W 2017 nową wersję utworu w folkowym brzmieniu nagrał zespół Tulia, wydając ją jako pierwszy singel promujący album Tulia.

## Wydany w krajach
- Dania (wydania duńskie)
- iDownload (wydania internetowe)
- Francja (wydania francuskie)
- Unia Europejska (wydania na Unię Europejską)
- USA (wydania amerykańskie)
- Wielka Brytania (wydania brytyjskie)

## WydaniaMute
- 12 BONG 34
  1. Enjoy the Silence (Timo Maas Extended Remix) – 8:41
  2. Enjoy the Silence (Ewan Pearson Extended Remix) – 8:39
- CD BONG 34
  1. Enjoy the Silence (Reinterpreted by Mike Shinoda) – 3:32
  2. Halo (Goldfrapp Remix) – 4:22
- L12 BONG 34
  1. Something to Do (Black Strobe Remix) – 7:11
  2. World in My Eyes (Cicada Remix) – 6:18
  3. Photographic (Rex the Dog Dubb Mix) – 6:20
- LCD BONG 34
  1. Enjoy the Silence (Timo Maas Extended Remix) – 8:41
  2. Enjoy the Silence (Ewan Pearson Remix (Radio edit)) – 3:33
  3. Something to Do (Black Strobe Remix) – 7:11
- XL12 BONG 34
  1. Halo (Goldfrapp Remix) – 4:22
  2. Clean (Colder Version) – 7:09
  3. Little 15 (Ulrich Schnauss Remix) – 4:52
- XLCD BONG 34
  1. Enjoy the Silence (Richard X Extended Mix) – 8:22
  2. Enjoy the Silence (Ewan Pearson Extended Remix) – 8:39
  3. World in My Eyes (Cicada Remix) – 6:18
  4. Mercy in You (The BRAT Mix) – 7:03
- RCD BONG 34
  1. Enjoy the Silence (Reinterpreted by Mike Shinoda) – 3:32
  2. Enjoy the Silence (Richard X Mix) – 3:30
  3. Enjoy the Silence (Ewan Pearson Remix (Radio Edit)) – 3:33
- P12 BONG 34
  1. Enjoy the Silence (Timo Maas Extended Remix) – 8:41
  2. Enjoy the Silence (Ewan Pearson Extended Remix) – 8:39
  3. Enjoy the Silence (Richard X Extended Mix) – 8:22
  4. Enjoy the Silence (Ewan Pearson Extended Instrumental) – 8:35
- PL12 BONG 34
  1. Something to Do (Black Strobe Remix) – 7:11
  2. World in My Eyes (Cicada Remix) – 6:18
  3. Photographic (Rex the Dog Dubb Mix) – 6:20
- PXL12 BONG 34
  1. Halo (Goldfrapp Remix) – 4:22
  2. Clean (Colder Version) – 7:09
  3. Little 15 (Ulrich Schnauss Remix) – 4:52

## Twórcy
wersja oryginalna
- David Gahan – wokale główne, sampler
- Martin Gore – gitara, sampler, chórki
- Andrew Fletcher – syntezator, zarządzanie, gitara basowa, sampler
- Alan Wilder – syntezator, perkusja, sampler, chórki

Wersja z 2004 roku
- David Gahan – wokale główne
- Martin Gore - chórki
- Mike Shinoda – gitara, gitara basowa, pianino, klawiatura muzyczna, perkusja
- Rob Bourdon – perkusja